# Маньяра (озеро)

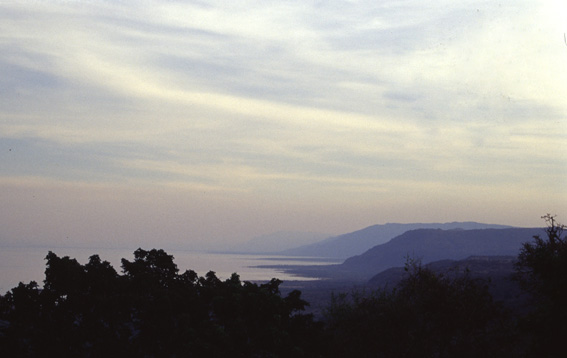
Озеро, скелі після заходу сонця.

Маньяра — мілководне озеро у частині Великої рифтової долини в Танзанії. Описане Ернестом Хемінгуеєм як "наймиліше [озеро] ... в Африці," також відрізняється різноманіттям ландшафтів та дикої природи.
З-поміж 329 км² національного парку «Лейк-Маньяра», лужні води озера (pH яких приблизно 9.5) займають 231 км², хоча як площа, так і pH можуть різко змінюватися залежно від сезону, а у довгі посушливі періоди значні площі мулу виходять на поверхню. Будучи відомим переважно через бабуїнів, озеро та його прилегла територія є також місцем проживання для травоїдних тварин, таких як бегемоти, імпали, слони, гну, африканські буйволи, африканські бородавочники та жирафи. Великі фікуси та махагоні, які можна побачити у лісах біля самих воріт парку, живляться підземними джерелами, що постійно поповнюються з кратерних плато над басейном озера. На південь від озера можна побачити масиви акацій. Хоча леопарди там у великій кількості, їх важко помітити, так само як і інших хижаків парку, зокрема левів.
Озеро є цінним об'єктом для орнітологів, адже на його території можна спостерігати близько 300 видів перелітних птахів, зокрема фламінго та сіроголового альціона.
При тому, що вхід до парку і вихід сполучені, дорога через національний парк фактично є петлею, яку можна об'їхати машиною за кілька годин, а при повільнішому об'їзді можна спостерігати за багатою та різноманітною флорою та фауною. Круті відкоси Великої рифтової долини являють визначну пам'ятку природи та є гармонійним доповненням до озера.